# Gemeinde und Missionswerk Arche
Das Gemeinde- und Missionswerk Arche e. V. (oder kurz Arche genannt) ist nach seinem Selbstverständnis eine evangelisch-reformierte Freikirche und ein internationales Missionswerk mit Sitz in Hamburg-Stellingen. Das Gemeinde- und Missionswerk gehörte bis Ende 2008 zum Bund Freikirchlicher Pfingstgemeinden. Der Austritt aus dem freikirchlichen Gemeindeverband erfolgte aus theologischen Gründen.

## Gemeinde
Die Kirche sieht sich selbst als Freikirche mit einer Nähe zu evangelisch-reformierten Kirchen. Die durchweg männliche Leiterschaft besteht aus einem Ältestenrat, dem neben den Pastoren auch ehrenamtliche Mitarbeiter angehören. Die Gottesdienste sind von einer Mischung moderner und älterer Lobpreis- und Anbetungsmusik geprägt. Die Predigten stehen online zur Verfügung.  Es gibt Hauskreise und eine Musik- und Chorarbeit. Zu den Dienstbereichen der Gemeinde gehören unterschiedliche Treffpunkte z. B. für Kinder, Jugend, Senioren, Frauen, Pfadfinder (Royal Rangers).
Zur Gemeinde gehört ein Studienzentrum, das Glaubensgrundkurse und tiefergehendes biblisches Wissen anbietet und hier übergemeindliche Angebote offeriert. Es gibt Internationale Studientage in Zusammenarbeit mit dem Martin-Bucer-Seminar.
Die Gemeinde arbeitet im Rahmen der Evangelischen Allianz und der Arbeitsgemeinschaft Christlicher Kirchen in Deutschland mit anderen Gemeinden zusammen und vertritt die Lausanner Verpflichtung.

## Missionswerk Arche
Große Bekanntheit erfuhr die Arche durch ihren Pastor Wolfgang Wegert, der mit der Ausstrahlung seiner ersten Radiopredigten über Radio Luxemburg 1984 das Missionswerk Arche gründete. Dazu kamen zahlreiche evangelistische Großeinsätze in ganz Deutschland, die Wegert zusammen mit anderen Pfingstkirchen vor Ort veranstaltete. Anfragen aus dem Ausland führten zu langfristigen Aktivitäten in Brasilien, Indien, Malawi (Afrika), Russland (Region Kaliningrad) und in der Ukraine.
Seit 1987 strahlt die Arche gottesdienstliche Fernsehsendungen über verschiedene private Sender in Deutschland und weiteren Ländern (schwerpunktmäßig in Osteuropa) aus. Ein Archiv mit PDF-Dateien steht seit Ende 2002 zur Verfügung, die neueren Sendungen sind alternativ als MP3-Dateien hörbar. Die Sendungen werden seelsorgerlich per Brief, E-Mail und telefonisch begleitet. Mitte 2002 wurde die Arche mit anderen Gesellschaftern Gründungsmitglied von Bibel TV, einem christlichen Fernsehsender, der aber lange Zeit nicht zur Ausstrahlung von Arche-Sendungen genutzt wurde. Die eigenproduzierten Fernsehsendungen werden in Deutschland derzeit über Anixe, Sport1, Bibel TV und rheinmaintv sowie in der Schweiz über Schweiz 5 und 3 Plus TV verbreitet.

## Webshop und Hauspublikationen
Das Missionswerk verbreitet einen Newsletter sowie mehrmals jährlich die Zeitschrift Die Taube mit Informationen und Nachrichten aus dem Gemeinde- und Missionswerk Arche. Beide Publikationen sind kostenlos. Über die Taube und über einen eigenen Webshop bietet das Missionswerk verschiedene evangelistische Schriften und weitere Medien an.